# Mandemarke
Mandemarke er en landsby i Magleby Sogn på det østlige Møn ved marksiden af Bjergene på Høje Møn, hvor højdepunkterne Kongsbjerg og Høvblege også kaldes Mandemarke Bakker ligger. 
Stedet er nævnt i 1370, og landsbyen blev udskiftet i 1804.
Tidligere lå en skole, der i dag anvendes til beboelse, en smedje og et teglbrænderi her.
I 1874 blev der gjort et stort vikingetidsfund, Mandemarke-skatten, ved Busene Have 3 km sydøst for Mandemarke. Foruden en flettet sølvkæde med to dyrehoveder blev der fundet 10 arm- og halsringe, heraf 3 i rent guld, resten i sølv, nogle med forgyldning, 2 Thorshamre og en sølvperle på kæde. Fundet var hensat mellem et par sten.